# Método de flexibilidad
En ingeniería estructural, el Método de flexibilidad es el clásico método consistente en servirse de deformación para calcular fuerzas en miembros y desplazamientos en sistemas estructurales. Su versión moderna formulada en términos de la matriz de flexibilidad de los miembros también es conocida como Método de Matriz de Fuerza debido al uso de las fuerzas en los miembros como las primariamente conocidas.

## Flexibilidad de Miembros
La flexibilidad es el inverso de la rigidez. Por ejemplo, considérese un resorte que tiene Q y q como, respectivamente, su fuerza y su deformación:
- La relación de rigidez del resorte es Q = k q, donde k es la rigidez del resorte.
- Su relación de flexibilidad es q = f Q, donde f es la flexibilidad del resorte.
- Por lo tanto, f = 1/k.

La relación de flexibilidad de un miembro típico tiene la siguiente forma general:
{\displaystyle \mathbf {q} ^{m}=\mathbf {f} ^{m}\mathbf {Q} ^{m}+\mathbf {q} ^{om}\qquad \qquad \qquad \mathrm {(1)} }
donde
m = número de miembros m.
{\displaystyle \mathbf {q} ^{m}} = vector de las características de deformación del miembro.
{\displaystyle \mathbf {f} ^{m}} = matriz de flexibilidad del miembro, que caracteriza la susceptibilidad del miembro a deformarse bajo fuerzas.
{\displaystyle \mathbf {Q} ^{m}} = vector de fuerzas características independientes del miembro, las cuales son fuerzas internas desconocidas. Estas fuerzas independientes dan subida a todas las fuerzas en los extremos de los miembros mediante equilibrio de miembro.
{\displaystyle \mathbf {q} ^{om}} = vector de deformaciones características de los miembros causados por efectos externos (tales como fuerzas conocidas y cambios de temperaturas)aplicadas a los miembros aislados, desconectados (i.e. con {\displaystyle \mathbf {Q} ^{m}=0}).
Para un sistema compuesto de muchos miembros interconectados en puntos llamados nodos, las relaciones de flexibilidad de los miembros pueden ser puestas juntas dentro de una sola ecuación de matriz, soltando el superíndice m:
{\displaystyle \mathbf {q} _{M\times 1}=\mathbf {f} _{M\times M}\mathbf {Q} _{M\times 1}+\mathbf {q} _{M\times 1}^{o}\qquad \qquad \qquad \mathrm {(2)} }
donde M es el número total de características de deformación de miembros o fuerzas en el sistema.
A diferencia del método matricial de la rigidez, donde las relaciones de rigidez de los miembros pueden ser integradas fácilmente mediante el equilibrio nodal y condiciones de compatibilidad, la presente forma de flexibilidad de la ecuación (2) presenta serias dificultades. Con fuerzas de miembros {\displaystyle \mathbf {Q} _{M\times 1}} como las primeras desconocidas, el número de ecuaciones de equilibrio nodal es insuficiente para la solución, en general (a menos que el sistema sea estáticamente indeterminado).

## Ecuaciones de Equilibrio Nodal
Para resolver esta dificultad, primero hacemos uso de las ecuaciones de equilibrio nodal en disposición de reducir el número de fuerzas desconocidas en miembros independientes. Las ecuaciones de equilibrio nodal para el sistema tienen la forma:
{\displaystyle \mathbf {R} _{N\times 1}=\mathbf {b} _{N\times M}\mathbf {Q} _{M\times 1}+\mathbf {W} _{N\times 1}\qquad \qquad \qquad \mathrm {(3)} }
donde
{\displaystyle \mathbf {R} _{N\times 1}}: Vector de fuerzas nodales a todos los N Grados de Libertad del sistema.
{\displaystyle \mathbf {b} _{N\times M}}: La matriz resultante de equilibrio nodal
{\displaystyle \mathbf {W} _{N\times 1}}: El vector de fuerzas derivado desde cargas en los miembros.
En el caso de los sistemas determinados, la matriz b es cuadrada y la solución para Q puede ser encontrada inmediatamente (3) siempre que el sistema sea estable.

## El Sistema Primario
Para sistemas Estáticamente Indeterminados , M > N, y por lo tanto, podemos aumentar (3) con I = M-N ecuaciones de la forma:
{\displaystyle X_{i}=\alpha Q_{j}+\beta Q_{k}+...\qquad i=1,2,...I\qquad \qquad \mathrm {(4)} }
El vector X es el también llamado vector de Redundancia fuerzas y I es el grado de indeterminancia estática del sistema. usualmente elegimos j, k, ... , {\displaystyle \alpha }, y {\displaystyle \beta } such that {\displaystyle X_{i}} es una reacción en el soporte o una fuerza interna en un extremo del miembro. con ajustables elecciones de fuerzas redundantes, el sistema de ecuaciones (3) aumenta por (4) ahora puede ser resuelto para obtener:
{\displaystyle \mathbf {Q} _{M\times 1}=\mathbf {B} _{R}\mathbf {R} _{N\times 1}+\mathbf {B} _{X}\mathbf {X} _{I\times 1}+\mathbf {Q} _{v\cdot M\times 1}\qquad \qquad \qquad \mathrm {(5)} }
Sustituyendo en (2) da:
{\displaystyle \mathbf {q} _{M\times 1}=\mathbf {f} _{M\times M}{\Big (}\mathbf {B} _{R}\mathbf {R} _{N\times 1}+\mathbf {B} _{X}\mathbf {X} _{I\times 1}+\mathbf {Q} _{v\cdot M\times 1}{\Big )}+\mathbf {q} _{M\times 1}^{o}\qquad \qquad \qquad \mathrm {(6)} }
Las ecuaciones (5) y (6) son la solución para el sistema primario el cual es el sistema original que ha sido hecho estáticamente determinado por cortes que exponen las fuerzas redundantes {\displaystyle \mathbf {X} }. La ecuación (5) efectivamente reduce el conjunto de fuerzas desconocidas a {\displaystyle \mathbf {X} }.

## Ecuación de Compatibilidad y Solución
Después, necesitamos crear {\displaystyle I} ecuaciones de compatibilidad en disposición de encontrar {\displaystyle \mathbf {X} }. Las ecuaciones de compatibilidad devuelven la continuidad requerida a los cortes de sección fijando los desplazamientos relativos {\displaystyle \mathbf {r} _{X}} a los redundantes X a cero. que es, usando el Método de Unidad de Fuerza Falsa:
{\displaystyle \mathbf {r} _{X}=\mathbf {B} _{X}^{T}\mathbf {q} =\mathbf {B} _{X}^{T}{\Big [}\mathbf {f} {\Big (}\mathbf {B} _{R}\mathbf {R} +\mathbf {B} _{X}\mathbf {X} +\mathbf {Q} _{v}{\Big )}+\mathbf {q} ^{o}{\Big ]}=0\qquad \qquad \qquad \mathrm {(7a)} }
o {\displaystyle \mathbf {r} _{X}=\mathbf {F} _{XX}\mathbf {X} +\mathbf {r} _{X}^{o}=0\qquad \qquad \qquad \mathrm {(7b)} }
donde
{\displaystyle \mathbf {F} _{XX}=\mathbf {B} _{X}^{T}\mathbf {f} \mathbf {B} _{X}}
{\displaystyle \mathbf {r} _{X}^{o}=\mathbf {B} _{X}^{T}{\Big [}\mathbf {f} {\Big (}\mathbf {B} _{R}\mathbf {R} +\mathbf {Q} _{v}{\Big )}+\mathbf {q} ^{o}{\Big ]}}
La ecuación (7b) puede ser resuelta para X, y las fuerzas en miembros son después encontradas desde (5) mientras los desplazamientos nodales pueden ser encontrados por
{\displaystyle \mathbf {r} _{R}=\mathbf {B} _{R}^{T}\mathbf {q} =\mathbf {F} _{RR}\mathbf {R} +\mathbf {r} _{R}^{o}}
donde
{\displaystyle \mathbf {F} _{RR}=\mathbf {B} _{R}^{T}\mathbf {f} \mathbf {B} _{R}} es la matriz de flexibilidad del sistema.
{\displaystyle \mathbf {r} _{R}^{o}=\mathbf {B} _{R}^{T}{\Big [}\mathbf {f} {\Big (}\mathbf {B} _{X}\mathbf {X} +\mathbf {Q} _{v}{\Big )}+\mathbf {q} ^{o}{\Big ]}}
El movimiento de los soportes tomando lugar a las redundantes puede ser incluido en el lado derecho de la ecuación (7), mientras que el movimiento de soportes a otros lugares debe ser incluido en {\displaystyle \mathbf {r} _{X}^{o}} y {\displaystyle \mathbf {r} _{R}^{o}} también.

## Ventajas y desventajas
Si bien la elección de redundantes en (4) aparenta ser arbitraria y dificultosa para cálculos automáticos, esta objeción puede superarse procediendo desde (3) directamente a (5) usando un proceso modificado de eliminación de Gauss-Jordan. Se trata de un sólido procedimiento que automáticamente selecciona un buen conjunto de fuerzas redundantes para asegurar la estabilidad numérica.
Es aparente del proceso arriba que el método de la matriz de rigidez es fácil de comprender e implementar para cálculos automáticos. También es fácil de extender para aplicaciones avanzadas tales como análisis no lineal, estabilidad, vibraciones, etc. Por estas razones, el método de la matriz de rigidez es el método de elección para uso en paquetes de software de análisis estructural de propósito general. Por otro lado, para sistemas lineales con bajo grado de indeterminación estática, el método de flexibilidad tiene la ventaja de ser computacionalmente menos intensivo. Esta ventaja, sin embargo, es un punto discutible habida cuenta de que las computadoras personales están ampliamente disponibles y son más poderosas. El principal factor redentor en el aprendizaje de este método hoy en día es su valor educacional en impartir los conceptos de equilibrio y compatibilidad en adición a su valor histórico. En contraste, el proceso del método de rigidez directa es tan mecánico que corre el peligro de ser utilizado sin que haya un gran entendimiento del comportamiento estructural.
Los argumentos expuestos más arriba fueron válidos hasta los inicios de 1990. Sin embargo, avances recientes en cálculos numéricos han mostrado una vuelta atrás del método de fuerza, especialmente en el caso de sistemas no lineales. Nuevos armazones han sido desarrollados que permiten formulaciones "exactas" respectivamente del tipo o naturaleza de la no linealidad del sistema. Las principales ventajas del método de flexibilidad es que el error resultante es independiente de la discretización del modelo y que este es en realidad un método muy rápido. Por el momento, la solución elástica-plástica de una viga continúa usando el método de fuerza requiere solo 4 elementos de viga mientras que un comercial "basado en rigidez" FEM requiere 500 elementos en disposición de dar resultados con la misma precisión. Para concluir, uno puede decir que en el caso donde la solución del problema requiere evaluaciones recursivas del campo de fuerza como en le caso de optimización estructural o identificación de sistemas, la eficiencia del método de flexibilidad es indiscutible.